# Історія Еритреї
Еритрея — східноафриканська країна, яка здобула незалежність в 1993 році. Країна була італійською колонією з 1880-х до 1941 року, після поразки італійських військ в Східній Африці і до 1952 року перебувала під контролем Сполученого Королівства, з 1952 року — в складі Ефіопії, спочатку як автономія, а з 1962 року — як звичайна провінція. Політичний тиск ефіопського уряду на Еритрею спричинив 30-річну війну за незалежність, яка, урешті-решт, завершилася здобуттям суверенітету, хоча й ціною колосальних економічних та демографічних збитків для країни.

## Етимологія назви
Із давньогрецької мови Еритрайя (грец. Ἐρυθραία) означає червоний (грец. ἐρυθρός, еритрос — червоний). Із грецької мови термін перекочував до латини у формі лат. Erythræa; таким чином, Червоне море називали «Еритрейським».

## Доісторичні часи
Еритрея була одним із регіонів, де проживали перші представники роду Homo. В 1995 році італійськими вченими в Буйя було знайдено одного із найстаріших гомінідів, можливу ланку між Homo erectus та архаїчними представниками Homo sapiens, вік знахідки понад 1 млн років. Також припускається, що Еритрея була на шляху перших людей під час їх міграції із Африки на інші континенти.
Еритрейська науково-дослідна група (англ. Eritrean Research Project Team), яка складається із еритрейських, канадських, американських, голландських та французьких вчених відкрила в 1999 році біля затоки Зула (на південь від Массави, вдовдж узбережжя Червоного моря) доісторичну стоянку із кам'яними та обсидіановими інструментами віком понад 125 тис. років. Припускається, що древні люди використовували ці інструменти для збирання дарів моря як то молюски та устриці. Існують гіпотези, що еритрейська частина впадини Данакіль відігравала значну роль в еволюції людини і, можливо, містить археологічні згадки усієї еволюції від Homo erectus до анатомічно сучасних людей.
Наскельні малюнки в центральній та північно-західній Еритреї, які були відкриті італійцями в колоніальну епоху, свідчать про присутність мисливців-збирачів в період епіпалеоліту.

## Давня історія
Першими сучасними людьми на території сучасної Еритреї були нілотські племена, які мігрували із долини Нілу і осіли в західних та північно-західних районах країни. Сучасні племена кунама та нара є нащадками тих давніх перших переселенців. Пізніше із півночі до північних та північно-західних районів переселилися хамітські народи, які поступово асимілювалися із місцевим нілотським населенням. Сучасними найближчими нащадками тих хамітських переселенців є етнічні групи гедареб та білін, хоча деякі етнологи відносять сюди ще й афарів та сахо. Перша згадка племені беджа в історії давнього Єгипту відноситься до 2700 р. до н. е.
Приблизно в VII–V ст. до н. е. почалася міграція сабейців-семітів на територію сучасної Еритреї із Південної Аравії через Червоне море. Друга хвиля переселення відбулася із території сучасного Ємену в період між 400 та 100 рр. до н. е. Переселенці спочатку проживали на узбережжі, пізніше почали просуватися далі на південь, оселяючись в високогірних районах Еритреї та сучасної північноефіопської провінції Тиграй. Поступово, внаслідок міжетнічних шлюбів, вони змішалися із місцевим населенням, швидше за все — беджа. Сучасні етнічні групи, що розмовляють мовами тигринья та тигре є їхніми нащадками. Сабейці принесли із собою передові на той час методи землеробства, спорудження терас на схилах, залізні знаряддя, писемність та державний апарат. Якийсь час переселенці підпорядковувалися Сабейській державі, яка існувала на території Ємену. Але поступово місцеве населення, різні етнічні складові якого змішалися, створили свої власні протодержавні утворення із центрами в Метере, Кохайто, Текондае і Кескессе (на території Еритреї) та Єхі і Аксумі (територія Тиграя, Ефіопія), які поступово набирали сили. Порт Адуліс на еритрейському узбережжі Червоного моря слугував воротами для торгівлі із багатьма країнами античного світу, серед яких були Греція та Рим. В 710 р. н. е. місто було зруйноване.

## Аксумський період

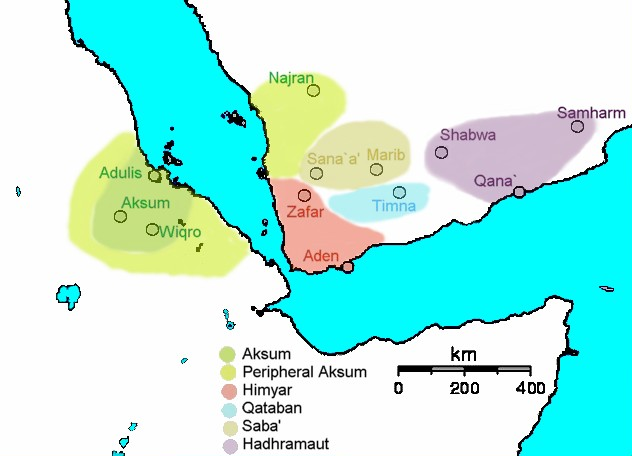
Аксум в 230 році

Приблизно до IX ст. переважна частина території сучасної Еритреї входила до складу Аксумського царства. Столиця цієї держави, місто Аксум, знаходилася приблизно на 180 км на південь від сучасної столиці Еритреї Асмери в ефіопській провінції Тиграй, недалеко від кордону із Еритреєю. Розквіт Аксумської держави припав на IV–VI ст. Порт Адуліс був важливим осередком торгівлі в регіоні Червоного моря. Царство Аксум занепало в IX ст. Змішення сабейців із місцевим населенням Еритреї та північної Ефіопії (арабською — Хабеша) дало назву країні — «Абісинія», під якою вона була відома решті світу протягом багатьох сторіч.
Приблизно до 750 року значно зросла могутність беджа, які створили п'ять незалежних країн: Негаш, Белджин, Базін, Джарін та Куаїта. В період IX–XIII ст. переважна частина території Еритреї знаходилася під контролем беджа, хоча Аксумське царство, яке поступово слабшало, інколи повертало владу над регіоном. В XIV ст. значна частина Еритреї була в складі держави Медрі-Бахр («Країна моря»). Із XV ст. і до середини XVI ст. на території Еритреї існувало безліч невеликих державних утворень на чолі з вождями, шейхами, які вели безперервні війни один із одним, а також із ефіопами, що проживали за р. Мереб.

## Середньовічна історія
Впродовж Середньовіччя Еритрея, яка займає важливе стратегічне положення в регіоні, була постійним об'єктом численних територіальних зазіхань з боку сусідніх країн. Протягом декількох століть, в Еритреї намагалися закріпитися ефіопські імператори, які прагнули забезпечити своїй країні вихід до Червоного моря, араби, турки, єгиптяни, а також вожді місцевих народностей, які намагалися встановити контроль над торгівлею Ефіопії та внутрішньої Еритреї із узбережжям.

### Османське правління
В 1557 році прибережні території Еритреї були захоплені військами Османської імперії, які утворили на цих землях окремий еялет (провінцію) Хабеш. Столицею було обрано еритрейське місто Массава. Під керівництвом Оздемір-паші, османські війська намагалися захопити решту території сучасної Еритреї. Здійснювалися набіги на внутрішні високогірні та західні райони країни аж до міста Агордат. Через спротив місцевого населення та необхідність військ в середземноморському регіоні імперії та на кордоні із Персією, османам, як і ефіопам раніше, не вдалося закріпитися у внутрішніх районах Еритреї; турки зробили намісником Массави та навколишніх земель представника знаті із народу белу і підпорядкували його турецькому губернатору в Суакіні, що в сучасному Судані.

### Єгипетська загроза

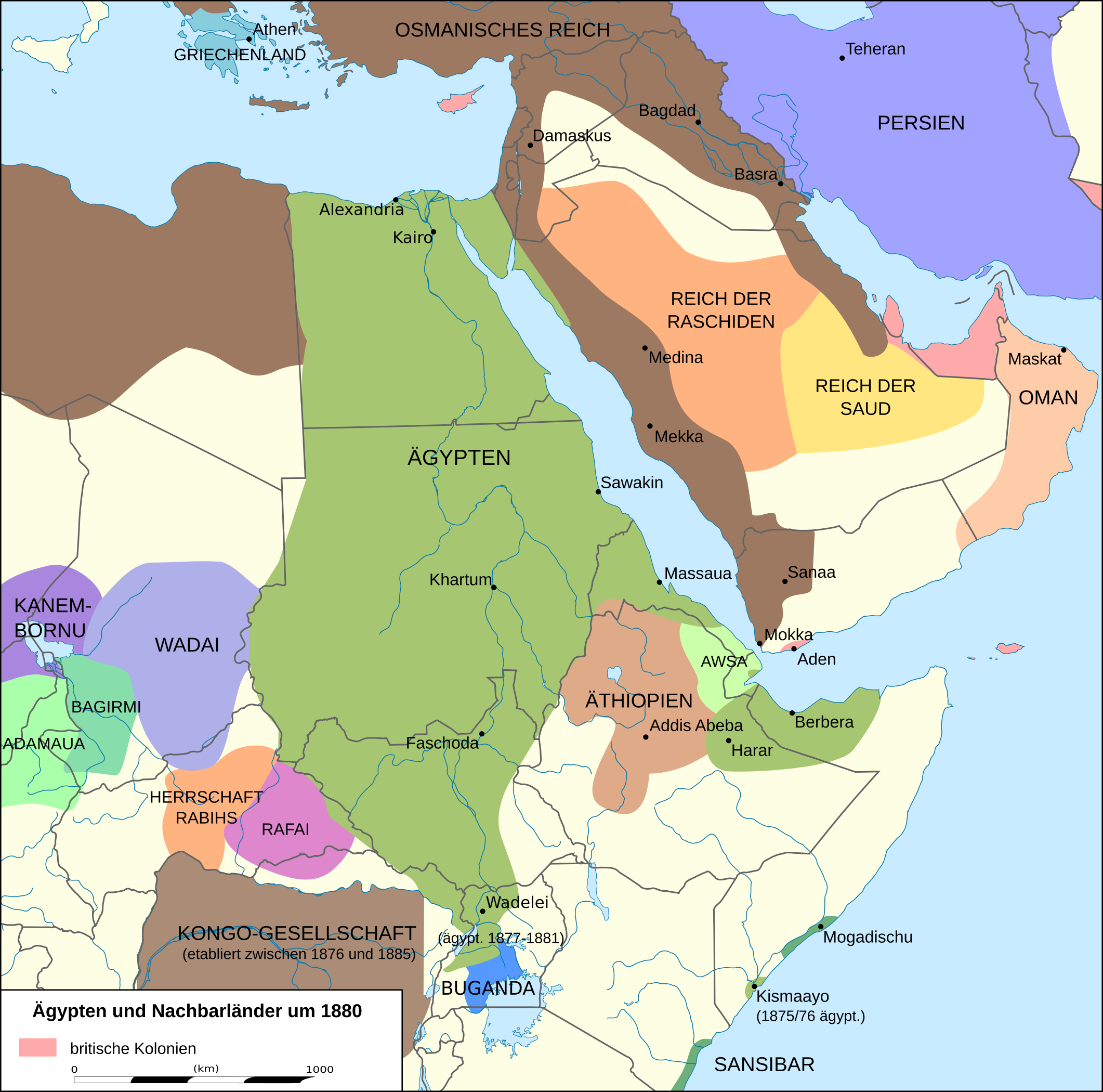
Мапа Східної Африки на 1880 рік

В середині XIX столітті, єгипетський хедив, формальний васал Османської імперії, намагаючись розширити свої володіння за рахунок еритрейських та північноефіопських територій, зустрів спротив ефіопського імператору Йоханниса IV. Ефіопський правитель, в свою чергу, прагнув забезпечити своїй країні вихід до моря та припинити набіги єгипетсько-суданських військ в свої володіння. В декількох великих битвах, єгиптяни зазнали нищівних поразок, що звело нанівець їхні плани на експансію в Ефіопію та Еритрею. Перемога не тільки посилила позиції Йоханниса IV, але й дозволила йому захопити на 17 років частину Еритреї, намісником якої він призначив свого полководця Алулу.
Під владою єгиптян залишався район Богос (біля Керену) та Массава, яку 1846 року їм передали турки. В 1865 році вже слабка Османська імперія передала Єгипту всі свої еритрейські володіння, таким чином залишивши еялет Хабеш після 300 років володіння. Єгиптяни, які ще не зовсім відновилися після поразок від Ефіопії та махдистського Судану, вже були готові вивести свої війська із Массави, коли 1885 року там висадився італійський морський десант. Ще раніше італійці закріпилися південніше, в районі Асеба, а в 1890 році об'єднали захоплені ними території в свою колонію Еритрея.

## Під управлінням британської військової адміністрації
Під час Другої Світової війни, Еритрея була одним із театрів бойових дій між італійськими та британськими військами в ході Східноафриканської кампанії. Після перемоги в битві біля Керена в 1941 році, британці встановили над колонією свій контроль до подальшого вирішення долі країни в ході домовленостей із Союзниками. Відразу було демонтовано промислові потужності в Асмері і Массаві та перенесено до Кенії, яка на той час була колонією Британії, як військову контибуцію. Також було частково демонтовано Еритрейську залізницю.
Внаслідок відсутності одностайних домовленостей між союзниками щодо подальшої долі Еритреї, британці продовжували керувати країною до 1950 року. Впродовж перших повоєнних років кожна зацікавлена сторона пропонувала свою точку зору на вирішення Еритрейського питання. Велика Британія пропонувала розділити колишню колонію за релігійним принципом та передати таким чином території Судану та Ефіопії. Радянський Союз, очікуючи перемоги комуністів у післявоєнній Італії, схилявся до ідеї повернення Еритреї Італії як колонії чи країни «під опікою». Арабські країни, зважаючи на численне мусульманське населення Еритреї, підтримували надання їй незалежності.
На Еритрею мала власні плани Ефіопія, яка під час Другої Світової була союзником США та Британії. Ефіопський імператор Хайле Селассіє I в своєму зверненні до президента США та на першій конференції ООН сформулював свої вимоги щодо передачі своїй країні Еритреї та Італійського Сомалі. Хоча дебати в ООН продовжувалися, але США та Велика Британія підтримували план передачі Еритреї Ефіопії як нагороду своєму союзнику за підтримку під час війни. В той же час, представники еритрейських політичних сил постійно закликали провести референдум в країні для прямого вирішення питання про незалежність.
В лютому 1950 року в Еритрею була направлена комісія ООН, яка мала вивчити питання на місці в умовах відсутності чіткої позиції сторін та вимогах самовизначення від самих еритрейців. Рішенням комісії було приєднання Еритреї до Ефіопії на правах автономії, Генеральна Асамблея ООН погодилася із цією пропозицією. Також було постановлено, що британці мають залишити Еритрею не пізніше 15 вересня 1952 року. 16 березня 1952 року були організовані вибори до парламенту Еритреї (представницька асамблея), було обрано 68 депутатів, порівну християн і мусульман. Цей орган ухвалив проект конституції, запропонований представниками ООН 10 липня 1952 року. 11 вересня 1952 року імператор Ефіопії Хайле Селассіє ратифікував конституцію, Еритрея офіційно увійшла до складу Ефіопії. Федерація не влаштовувала переважну більшість населення Еритреї, але забезпечувала країні певний рівень автономії.

## Федерація Ефіопії та Еритреї
Майже відразу після створення федерації почалися утиски прав еритрейської автономії: було скасовано посаду Верховного судді Еритреї, мови, якими розмовляло еритрейське населення і які були визнані офіційними в ООН — тигринья та арабська, були виключені з переліку офіційних, під контроль Аддис-Абеби перейшли фінансові установи, поліція, суди, припинився друк літератури на місцевих мовах, уведена цензура преси, були обмежені демократичні свободи та політична діяльність.[неавторитетне джерело] Все це прямо суперечило резолюції ООН 390-A(V), яка проголосила федеративний устрій держави. Врешті-решт, під тиском імператора Ефіопії Хайле Селассіє I на парламент Еритреї, 15 листопада 1962 року федерація була офіційно розпущена, Еритрея увійшла до складу Ефіопії на правах звичайної провінції. Послідовне знищення Ефіопією Еритрейської державності спровокувало збройне повстання, з 1961 року в Еритреї почалася війна за незалежність.

## Сучасна історія

### Референдум щодо незалежності Еритреї
Вже до початку 1990-х років більшість території Еритреї знаходилася під контролем Народного фронту звільнення Еритреї (НФЗЕ). Після здобуття столиці країни — Асмери, Еритрея здобула фактичну незалежність, було сформовано Тимчасовий уряд. Одночасно із звільненням Еритреї, в самій Ефіопії до влади прийшла нова влада (коаліційний Перехідний уряд Ефіопії), провідну роль в якому відігравали опозиційні сили (передусім, Народний фронт звільнення Тиграю, НФЗТ; в меншій мірі — Фронт звільнення оромо, ФЗО), які спільно з еритрейськими повстанцями боролися проти правлячого режиму. В цих умовах між сторонами було досягнуто домовленості щодо проведення через два роки, 23-25 квітня 1993, в Еритреї референдуму, де буде вирішене питання про самовизначення. Еритрейцям угода давала можливість демократично та легітимно проголосити незалежність своєї країни, ефіопська сторона планувала укріпити свої позиції, та не займатися складним питанням про відокремлення Еритреї, також очікувалося, що за два роки сторони дійдуть до більш зваженого рішення.
Як і планувалося, референдум відбувся в 20-х числах квітня 1993 року. 27 квітня було оголошено результати, згідно з якими 99,8% еритрейців, що узяли участь в референдумі, проголосували за незалежність своєї країни. Численні міжнародні та регіональні спостерігачі відзначили, що вибори пройшли без порушень, результати відповідали дійсності.

### 1990-ті роки
Після офіційного закріплення незалежності нової країни, Ефіопія та Еритрея підтвердили попередні домовленості щодо вільного використання Ефіопією еритрейського порту Ассеб (після відокремлення Еритреї, Ефіопія залишилася без доступу до моря, експорт продукції, перш за все кави, залежав від морських портів), право на використання аеродрому в Асмері ефіопською авіакомпанією «Ethiopian Airlines», обіг в Еритреї ефіопської валюти — бира, режим відкритих кордонів для громадян обох країн.
Взаємовигідні добросусідські відносини між країнами тривали до травня 1998 року, коли прикордонні суперечки призвели до дворічної Ефіопо-еритрейської війни, в якій загинуло декілька десятків тисяч чоловік та було депортовано з Ефіопії тисячі еритрейців.